# Drosophila narragansett
Drosophila narragansett är en tvåvingeart som beskrevs av Sturtevant och Theodosius Grigorievich Dobzhansky 1936. Drosophila narragansett ingår i släktet Drosophila och familjen daggflugor.
Artens utbredningsområde är Nordamerika.